# Armorial des familles basques (Laa - Lar)
Cet article décrit l'armorial des familles basques par ordre alphabétique et concerne les familles dont les noms commencent par les lettres « Laa » successivement jusqu’à « Lar ».

## Laa
Famille Laage (de) (Bayonne) :
| Blason | Blasonnement : D'argent à deux fasces de gueules. Note : Les blasonnements de cette page sont tous issus de cet ouvrage qui cite également d'autres sources. Commentaires : N.de Laage, enseigne des vaisseaux du roi au département de Bayonne, enregistra ses urmes en 1698. |

## Lab
Famille Labari (Basse-Navarre):
Blason: "D'argent, à un arbre de sinople, couché avec deux loups de sable un de chaque côté et face. Bordure de gueules, avec huit flanchis d'or "

Famille Labat (Bidarray) :
| Blason | Blasonnement : Note : Les blasonnements de cette page sont tous issus de cet ouvrage qui cite également d'autres sources ; Commentaires : Famille connue en Basse-Navarre depuis le XVIe siècle. |

Famille Labayru (Vallée de Roncal) :
| Blason | Blasonnement : D'azur au pont à trois arches d'or sur une onde d'argent et d'azur et trois rochers d'argent issants de l'onde, le pont supportant une tète de roi maure de sable, ensanglanté de gueules (qui sont l'une des versions des armes de la vallée du Roncal) ; avec la légende "Labayru" en lettres de sable sur l'arc du pont. Note : Les blasonnements de cette page sont tous issus de cet ouvrage qui cite également d'autres sources Commentaires : Maison noble à Isaba. Une branche à Unx et une autre à Olite. Confirmation de noblesse en 1716 et 1776. |

Famille Labetz (Pays de Mixe) :
| Blason | Blasonnement : D'or au lion de gueules. Alias : d'or à l'étoile d'azur au canton dextre. Note : Les blasonnements de cette page sont tous issus de cet ouvrage qui cite également d'autres sources. Commentaires : Le seigneur de Labetz avait entrée aux Etats de Navarre. |

Famille Labezeche (Basse-Navarre) :
| Blason | Blasonnement : D'azur au loup passant d'or, lampassé de gueules ; à la bordure componée d'argent et de gueules. Alias : d'argent au loup de sable ; à la bordure componée de quatorze pièces d'argent et de gueules. Note : Les blasonnements de cette page sont tous issus de cet ouvrage qui cite également d'autres sources |

Famille Laborde (Ostabaret) :
| Blason | Blasonnement : Écartelé, au 1 de gueules à deux lions rampants et affrontés d'or ; au 2 d'or à l'arbre de sinople et deux chiens affrontés de gueules appuyés contre le fût de l'arbre ; au 3 d'azur au serpent de sinople accompagné de trois croisettes d'argent ; au 4 d'argent à deux (?) étoiles de sable 2 et 1. Alias : d'argent à une rosé de gueules cantonnée de quatre groupes de trois noisettes au naturel. Note : Les blasonnements de cette page sont tous issus de cet ouvrage qui cite également d'autres sources Commentaires : Famille qui semble originaire d'Oloron-Sainte-Marie, établie en Ostabaret et en Haute-Navarre. Reconnaissance de noblesse en 1756. |

Famille Laborde-Noguez (de) (Bayonne) :
| Blason | Blasonnement : D'argent à l'arbre de sinople sur un tertre de sable, supporté par deux lions affrontés de gueules, et soutenu d'un croissant d'azur. Alias : d'or au chevron de gueules accompagné en pointe d'un lion rampant du même. Note : Les blasonnements de cette page sont tous issus de cet ouvrage qui cite également d'autres sources ; |

## Lac
Famille Lacar (Navarre) :
| Blason | Blasonnement : Fascé d'argent et de sinople. Alias : d'or à trois fasces de sinople. Note : Les blasonnements de cette page sont tous issus de cet ouvrage qui cite également d'autres sources Commentaires : Maison noble du lieu de Lâcar, dont elle prit le nom, à Yerri, au nord d'Estella. |

Famille Lacarre (Basse-Navarre) :
| Blason | Blasonnement : Écartelé, aux 1 et 4 de Navarre (par concession du 17 février 1404 de Charles le Noble, roi de Navarre) ; aux 2 et 3 d'argent au lion d'azur, armé, lampassé et vilenné de gueules. Note : Les blasonnements de cette page sont tous issus de cet ouvrage qui cite également d'autres sources,. Commentaires : Une première maison de Lacarre, très influente en Basse-Navarre, semble s'être éteinte en 1233. |

Famille Lacarry (Soule) :
| Blason | Blasonnement : D'azur à une serrure à quatre clous d'argent, accostée d'une clef d'or. Note : Les blasonnements de cette page sont tous issus de cet ouvrage qui cite également d'autres sources. Commentaires : Ces armes pourraient évoquer le rôle des Lacarry gardiens des ports de la frontière avec l'Espagne, à l'extrémité sud-ouest de la vallée de la Soule où se trouvait la salle de Lacarry. |

Famille La Chenaye (Bayonne) :
| Blason | Blasonnement : D'azur à trois chevrons découplés par le haut d'argent. Note : Les blasonnements de cette page sont tous issus de cet ouvrage qui cite également d'autres sources. Commentaires : N. de La Chenaye, enseigne des vaisseaux du roi au département de Bayonne. Note: le terme "découplé" est ici inapproprié; il s'agit d'une brisure et "par le haut" est inutile. |

Famille Laclau (Bayonne) :
| Blason | Blasonnement : Note : Les blasonnements de cette page sont tous issus de cet ouvrage qui cite également d'autres sources ; Commentaires : Famille bourgeoise de Bayonne citée depuis le XVe siècle. |

Famille Lacroix (Bayonne) :
| Blason | Blasonnement : D'azur à la croix de la Passion d'or entrelacée d'une couronne d'épines de sable. Note : Les blasonnements de cette page sont tous issus de cet ouvrage qui cite également d'autres sources. Commentaires : Mgr François Lacroix, évêque de Bayonne de 1837 à 1878. Né le 16 novembre 1793 à Entraygues-sur-Truyère (Aveyron) |

Famille La Croix de Ravignan (Bayonne) :
| Blason | Blasonnement : D'azur à la croix d'or cantonnée de quatre roses du même. Note : Les blasonnements de cette page sont tous issus de cet ouvrage qui cite également d'autres sources ; |

## Laf
Famille Lafargue (Saint-Palais) :
| Blason | Blasonnement : Écartelé, aux 1 et 4 de gueules à deux clefs d'argent passées en sautoir ; aux 2 et 3 d'azur à la fourche d'or. Note : Les blasonnements de cette page sont tous issus de cet ouvrage qui cite également d'autres sources |

Famille Lafaurie d'Etchepare (Saint-Palais) :
| Blason | Blasonnement : Tiercé en pal : au 1 d'argent à trois coquilles de gueules en pal et à la Champagne du même ; au 2 d'argent au lion passant de gueules accompagné en chef d'un corbeau de sable et en pointe d'un sanglier de sable passant devant un arbre de sinople ; au 3 de gueules à deux fasces d'or. Note : Les blasonnements de cette page sont tous issus de cet ouvrage qui cite également d'autres sources ; Commentaires : La famille de Lafaurie descendait de Jean Lafaurie, sieur de la maison Ourdin, à Saint-Palais, avocat et notaire royal, qui fut jurat de Saint-Palais en 1668. |

Famille Lafont-Cavaillero (Bayonne) :
| Blason | Blasonnement : D'argent à la croix de gueules. Note : Les blasonnements de cette page sont tous issus de cet ouvrage qui cite également d'autres sources. Commentaires : Pierre Lafont-Cavaillero, de Bayonne, reçut d'office ces armes en 1701. |

Famille Lafourcade (Bayonne) :
| Blason | Blasonnement : D'or à une fourche de sable emmanchée de gueules, posée en pal. Note : Les blasonnements de cette page sont tous issus de cet ouvrage qui cite également d'autres sources. Commentaires : Arnaud Lafourcade, bourgeois de Bayonne, reçut d'office ces armes en 1701. |

Famille Laffitte (Guipuscoa) :
| Blason | Blasonnement : Écartelé, aux 1 et 4 d'azur à la tour d'argent ; au 2 d'argent au coq d'azur ; au 3 d'or a l'arbre de sinople, terrassé du même. Sur le tout : de gueules à sept besants d'or posés 3, 1 et 3. Note : Les blasonnements de cette page sont tous issus de cet ouvrage qui cite également d'autres sources Commentaires : Famille originaire du Labourd ou du sud-Gascogne, établie en Guipuscoa. |

Famille La Futsun de Lacarre (Basse-Navarre) :
| Blason | Blasonnement : Écartelé, aux 1 et 4 d'azur à la croix fleurdelisée d'argent ; aux 2 et 3 d'or à deux vaches de gueules passantes l'une sur l'autre, accornées et clarinées d'azur. Note : Les blasonnements de cette page sont tous issus de cet ouvrage qui cite également d'autres sources. |

## Lah
Famille Lahet (de) (Sare) :
| Blason | Blasonnement : Écartelé, aux 1 et 4 de gueules à deux poissons d'or posés en pal; aux 2 et 3 de Béarn. Note : Les blasonnements de cette page sont tous issus de cet ouvrage qui cite également d'autres sources, |

Famille La Hillière (Bayonne) :
| Blason | Blasonnement : D'argent au lion de sable, lampassé de gueules. Note : Les blasonnements de cette page sont tous issus de cet ouvrage qui cite également d'autres sources ; Commentaires : Denys de La Hil-lière, gentilhomme ordinaire de la chambre du roi, gouverneur de Bayonne et pays adjacents, paraît pour la première fois dans les registres français de Bayonne le 7 juillet 1578. |

Famille Lahubiague (Bayonne) :
| Blason | Blasonnement : Note : Les blasonnements de cette page sont tous issus de cet ouvrage qui cite également d'autres sources Commentaires : Famille patricienne de Bayonne. Jean Lahubiague fut jurat en 1489, puis échevin en 1516, et autre Jean Lahubiague, lieutenant du maire. |

## Lal
Famille La Lande (Labourd) :
| Blason | Blasonnement : Écartelé, au 1 d'or à trois pals de gueules ; au 2 d'azur à une tête et col de cheval d'argent bridée de sable ; au 3 d'argent à l'aigle au vol abaissé de sable ; au 4 d'or au lion passant de gueules. Note : Les blasonnements de cette page sont tous issus de cet ouvrage qui cite également d'autres sources. Commentaires : Mathieu de La Lande, conseiller du roi, était lieutenant général du bailliage de Labourd en 1698. |

Famille La Lande-Gayon (Bayonne) :
| Blason | Blasonnement : D'argent à l'écusson d'azur semé de larmes d'or. Note : Les blasonnements de cette page sont tous issus de cet ouvrage qui cite également d'autres sources. Commentaires : N. Lalande-Gayon, l'aîné, marchand, bourgeois de Bayonne, reçut d'office ces armes en 1701. |

Famille La Lande d'Olce (Bayonne) :
| Blason | Blasonnement : Écartelé, aux 1 et 4 d'azur à quatre trangles d'argent (La Lande) ; aux 2 et 3 de gueules à trois chevrons d'or accompagnés au canton dextre du chef d'une étoile d'argent (d'Olce ou Olso). Supports : deux lions, celui de dextre rampant, la tète contournée, celui de senestre passant, regardant à senestre. Devise : Deus Adjutor in adversis. Note : Les blasonnements de cette page sont tous issus de cet ouvrage qui cite également d'autres sources. Commentaires : NOTE : Ce blasonnement est incomplet et/ou incohérent. Les trangles sont toujours en nombre impair. |

Famille Lalanne (Bayonne) :
| Blason | Blasonnement : Écartelé, aux 1 et 4 de gueules au lion d'or ; aux 2 et 3 d'azur à deux lévriers d'argent, courants l'un au-dessus de l'autre. Note : Les blasonnements de cette page sont tous issus de cet ouvrage qui cite également d'autres sources. |

Famille Lalanne (Ispoure) :
| Blason | Blasonnement : Écartelé, aux 1 et 4 d'argent au chêne de sinople, terrassé du même, un sanglier passant de sable brochant sur le fût ; aux 2 et 3 parti, au 1 d'azur à trois coquilles d'argent 2 et 1 ; au 2 d'or à trois fasces de gueules. Note : Les blasonnements de cette page sont tous issus de cet ouvrage qui cite également d'autres sources,. Commentaires : Les de La Lanne, écuyers, seigneurs et barons de Castelnau et de Donzacq, en l'élection de Dax, ont des armes presque identiques, ce qui semblerait attester une origine commune : écartelé, aux 1 et4 d'azur à trois coquilles d'argent 2 et 1 ; aux 2 et 3 d'or à trois cotices de gueules. Sur le tout : d'argent au chêne de sinople terrassé du même, un sanglier passant de sable brochant sur le fût. |

Famille Lalanne Berri (Pays de Mixe) :
| Blason | Blasonnement : D'or à trois cotices d'azur. Note : Les blasonnements de cette page sont tous issus de cet ouvrage qui cite également d'autres sources Commentaires : Maison noble à Amendeuix, près de Saint-Palais. |

## Lam
Famille Lambert (Bayonne) :
| Blason | Blasonnement : D'argent à trois chevrons de gueules accompagnés en chef de deux croissants du même. Note : Les blasonnements de cette page sont tous issus de cet ouvrage qui cite également d'autres sources. Commentaires : Jean-Pierre Lambert était chanoine de la cathédrale de Bayonne en 1698. |

Famille Lamblea (Navarre) :
| Blason | Blasonnement : Coupé : au 1 d'argent à trois bandes de gueules, au lambel de trois pièces brochant ; au 2 d'or à deux vaches de gueules paissantes dans un pré de sinople. Note : Les blasonnements de cette page sont tous issus de cet ouvrage qui cite également d'autres sources Commentaires : Famille béarnaise dont une branche s'établit en Navarre. |

## Lan
Famille Lanareja (Basse-Navarre) :
| Blason | Blasonnement : D'azur à une bande d'argent et deux bordures : l'intérieure componée de vingt-deux pièces d'argent et de sable, onze de chaque émail, l'extérieure de gueules plain. Note : Les blasonnements de cette page sont tous issus de cet ouvrage qui cite également d'autres sources |

Famille Lanavielle (Pays de Mixe) :
| Blason | Blasonnement : D'or à trois cotices d'azur. Note : Les blasonnements de cette page sont tous issus de cet ouvrage qui cite également d'autres sources. Commentaires : Maison noble à Amendeuix, près de Saint-Palais. |

Famille Landaberro (Vallée du Baztan) :
| Blason | Blasonnement : Echiqueté d'argent et de sable. Note : Les blasonnements de cette page sont tous issus de cet ouvrage qui cite également d'autres sources Commentaires : Plusieurs maisons de ce nom dans la vallée du Baztan, dont plusieurs furent reconnues nobles en 1793 par le Tribunal royal de Pampelune. Elles portent toutes les armes de la vallée. |

Famille Landaburu (Amurrio) :
| Blason | Blasonnement : D'azur à deux lions rampants d'or posés l'un sur l'autre, sur une terrasse de sinople, portant en la patte droite un étendard d'argent chargé d'une croix grecque de gueules. Note : Les blasonnements de cette page sont tous issus de cet ouvrage qui cite également d'autres sources Commentaires : Maison noble d'Ayala, en Alava, qui essaima dans toute la province, à Amurrio, Larrimbe et Vitoria. Plusieurs de ses membres passèrent en Biscaye et fondèrent des maisons à Ceanuri, Marquina et Barakaldo. |

Famille Landaburu (Cebauri) :
| Blason | Blasonnement : D'argent à sept feuilles de peuplier posés 3 et 3 en pal, et une en pointe. Note : Les blasonnements de cette page sont tous issus de cet ouvrage qui cite également d'autres sources NOTE : Ce blasonnement est incomplet et/ou incohérent (couleur des feuilles de peuplier). |

Famille Landaburu (Barakaldo) :
| Blason | Blasonnement : Parti, au 1 d'argent à l'arbre de sinople et deux loups passants de sable brochants sur le tronc ; au 2 aussi d'argent au saule de sinople. Note : Les blasonnements de cette page sont tous issus de cet ouvrage qui cite également d'autres sources |

Famille Landaburu (Zumarraga) :
| Blason | Blasonnement : D'or à l'arbre de sinople, au sanglier de sable brochant sur le fût. Note : Les blasonnements de cette page sont tous issus de cet ouvrage qui cite également d'autres sources |

Famille Landagorrieta (Fontarrabie) :
| Blason | Blasonnement : Écartelé, aux 1 et 4 d'or à l'arbre de sinople, au sanglier passant de sable au pied de l'arbre ; aux 2 et 3 échiqueté de quatre pièces d'argent et de cinq d'azur. Note : Les blasonnements de cette page sont tous issus de cet ouvrage qui cite également d'autres sources Commentaires : Maison de la ville de Fontarabie. |

Famille Langarica (Alava) :
| Blason | Blasonnement : D'azur à la muraille à neuf créneaux au naturel, surmontée de quatre fleurs de lys d'or. Note : Les blasonnements de cette page sont tous issus de cet ouvrage qui cite également d'autres sources Commentaires : Maison du lieu de Langarica, dont elle prit le nom, à Iruraiz, près de Vitoria, qui essaima dans toute la région. |

Famille Lansac (Bayonne) :
| Blason | Blasonnement : D'argent au lion de gueules ; écartelé vairé d'argent et d'azur. Note : Les blasonnements de cette page sont tous issus de cet ouvrage qui cite également d'autres sources. Commentaires : N., abbé de Lansac, chanoine de Bayonne, reçut d'office ces armes le 21 février 1698. |

Famille Lantabat (Basse-Navarre) :
| Blason | Blasonnement : De sable au lion d'argent ; à la bordure de gueules. Note : Les blasonnements de cette page sont tous issus de cet ouvrage qui cite également d'autres sources Commentaires : Celte maison noble, appelée Saint-Élienne, donnait entrée aux États de Navarre. |

Famille Lanz (Navarre) :
| Blason | Blasonnement : D'or à deux fasces de sinople. On trouve également l'échiqueté d'argent et de sable de la vallée du Baztan. Alias : d'azur au loup passant d'argent ; à la bordure d'argent chargée de huit étoiles d'azur. Note : Les blasonnements de cette page sont tous issus de cet ouvrage qui cite également d'autres sources ; Commentaires : Une maison noble, appelée "Lanz de Garaicoechea", existait dans cette localité de Lantz, dont elle prit le nom. |

Famille Lanzarote (Navarre) :
| Blason | Blasonnement : Parti, au 1 coupé de gueules au croissant renversé d'argent chargé d'un autre croissant échiqueté de sable et d'or, et d'argent à trois chaudrons de sable, et une fasce échiquetée de sable et d'or brochant sur le coupé ; au 2 de gueules au griffon d'or. Note : Les blasonnements de cette page sont tous issus de cet ouvrage qui cite également d'autres sources Commentaires : Maison noble à Pampelune. |

## Lao
Famille Laortiga (Saint-Jean-de-Luz) :
| Blason | Blasonnement : D'argent à l'arbre de sinople, au loup passant au naturel brochant sur le tronc. Note : Les blasonnements de cette page sont tous issus de cet ouvrage qui cite également d'autres sources Commentaires : Maison noble de Saint-Jean-de-Luz, en Labourd, dont une branche s'établit à Pampelune où elle fut reconnue noble en 1703. |

## Lap
Famille Lapicea (Vallée du Baztan) :
| Blason | Blasonnement : Échiqueté d'argent et de sable ; à la bordure d'or chargée de huit étoiles d'argent. Note : Les blasonnements de cette page sont tous issus de cet ouvrage qui cite également d'autres sources Commentaires : Maison noble d'Azpilcueta. |

## Lar
Famille Lardizabal (Ciboure) :
| Blason | Blasonnement : Écartelé, au 1 d'or à l'arbre de sinople et deux loups de sable passants au pied du tronc, l'un brochant par devant, l'autre par derrière (armes primitives) ; au 2 (d'or) à l'arbre de sinople et un sanglier de sable brochant sur le fût ; au 3 (d'or) à l'arbre de sinople et un chien passant de sable brochant sur le fût, et une orle de huit coquilles de (gueules ?); au 4 contrécartelé, aux a) et d) d'argent au sanglier de sable ; aux b) et c) de gueules à une tour d'or, sur un mont d'argent (qui est Elorza). Note : Les blasonnements de cette page sont tous issus de cet ouvrage qui cite également d'autres sources. NOTE : Ce blasonnement est incomplet et/ou incohérent. Commentaires : Famille originaire de Segura. José-Marie de Lardizabal émigra lors de la seconde guerre carliste et fit bâtir en 1877, à Ciboure, la maison "El Kano", rue Pocalette. |

Famille La Roque Priélé (de) (Bayonne) :
| Blason | Blasonnement : Écartelé, aux 1 et 4 d'or à la palme de sinople posée en pal ; aux 2 et 3 d'azur à deux flèches d'or passées en fasce, la seconde contournée. Note : Les blasonnements de cette page sont tous issus de cet ouvrage qui cite également d'autres sources. Commentaires : Mgr Gaspard de La Roque Priélé, était évêque de Bayonne de 1681 à 1688. Né dans le diocèse de Tarbes en 1623 et décédé à Peyrehorade (Landes) le 19 juin 1688, il fut nommé évêque de Bayonne le 30 mai 1681. |

Famille Laroquette (Bayonne) :
| Blason | Blasonnement : De gueules à six besants d'or, 3, 2 et 1. Note : Les blasonnements de cette page sont tous issus de cet ouvrage qui cite également d'autres sources. Commentaires : N. Laroquette, bourgeois de Bayonne, reçut d'office ces armes en 1701. |

Famille Larracea (Navarre) :
| Blason | Blasonnement : D'or à l'arbre de sinople et un ours de sable appuyé contre le tronc. Note : Les blasonnements de cette page sont tous issus de cet ouvrage qui cite également d'autres sources Commentaires : Maison noble au lieu de Asiain, à Olza[Lequel ?], à l'ouest de Pampelune. |

Famille Larracea (Basse-Navarre) :
| Blason | Blasonnement : D'argent à l'arbre de sinople, au sanglier de sable brochant. Note : Les blasonnements de cette page sont tous issus de cet ouvrage qui cite également d'autres sources Commentaires : Maison noble de l'Ostabaret. |

Famille Larrache (Vallée du Baztan) :
| Blason | Blasonnement : Échiqueté d'argent et de sable. Note : Les blasonnements de cette page sont tous issus de cet ouvrage qui cite également d'autres sources Commentaires : Maison noble de Lekaroz. Une branche établie à Bera (Vera de Bidasoa) obtint confirmation de noblesse par le Tribunal royal de Pampelune en 1774. |

Famille Larragoyen (Basse-Navarre) :
| Blason | Blasonnement : D'or à deux fasces de gueules. Note : Les blasonnements de cette page sont tous issus de cet ouvrage qui cite également d'autres sources,. Commentaires : Maison noble d'Ascarat. |

Famille Larrain (Bortziriak) :
| Blason | Blasonnement : De gueules à une fasce d'or accompagnée de vingt flanchis du même posés en deux fasces de dix chacun, l'une en chef, l'autre en pointe, et deux chaudrons aussi d'or posés entre la fasce et chaque fasce de flanchis. Note : Les blasonnements de cette page sont tous issus de cet ouvrage qui cite également d'autres sources Commentaires : Maison d'armes à Aranaz, dénommée Larrainenea. Noblesse confirmée par le roi Thibaut Ier de Navarre en 1251. |

Famille Larraingoa (Val d'Erro) :
| Blason | Blasonnement : D'argent à cinq feuilles de peuplier de gueules posées en sautoir. Note : Les blasonnements de cette page sont tous issus de cet ouvrage qui cite également d'autres sources |

Famille Larrainzar (Navarre) :
| Blason | Blasonnement : De gueules à l'oiseau marin (alias : une cigogne) d'argent marchant sur une onde d'azur et d'argent, le bec chargé d'un poisson d'azur. Note : Les blasonnements de cette page sont tous issus de cet ouvrage qui cite également d'autres sources Commentaires : Maison noble du lieu de Larrainzar, dont elle prit le nom. |

Famille Larralde (Labourd) :
| Blason | Blasonnement : D'argent au pal alaisé d'azur chargé de trois têtes de loup d'or naissantes, accompagné de six levrettes de gueules posées en orle. Note : Les blasonnements de cette page sont tous issus de cet ouvrage qui cite également d'autres sources ; Commentaires : Famille originaire du Labourd anoblie en Lorraine le 10 mars 1708 en la personne de Jean Larralde ou Laralde, exempt des gardes du corps de Léopold Ier de Lorraine, duc de Lorraine. |

Famille Larralde (Villefranque) :
| Blason | Blasonnement : Parti au 1 d'argent au chevron d'azur accompagné de trois coquilles de sable 2 et 1 ; au chef d'azur chargé de trois têtes de loup issantes d'argent ; au 2 d'or au chevron de gueules accompagné en chef de deux merlettes de sable, et en pointe d'un pin de sinople (selon un acte de notoriété de 1763). Note : Les blasonnements de cette page sont tous issus de cet ouvrage qui cite également d'autres sources ; |

Famille Larralde-Diusteguy (Labourd) :
| Blason | Blasonnement : D'azur à trois coquilles d'or, 2 et 1 (alias : en pal) ; parti d'azur à trois têtes de loup arrachées d'or, 2 et 1 (alias : en pal) ; à la bordure d'argent chargée de dix chiens passants de sable, 3, 2, 2, et 3. Alias : parti, au 1 de sinople au dextrochère d'argent, armé d'un glaive du même mouvant du flanc senestre, accompagné en chef de deux tours crénelées d'argent surmontées chacune d'une fleur de lys (du même) et en pointe de trois trèfles aussi d'argent (alias : trois grenades au naturel) qui est Alzate du Passage ; au 2 d'argent au loup de sable et une bordure de gueules chargée de huit flanchis d'or, qui est Diusteguy. Note : Les blasonnements de cette page sont tous issus de cet ouvrage qui cite également d'autres sources ; Commentaires : Famille qui semble originaire d'Echalar, dans les Cinco Villas. |

Famille Larrambehere (Vallée d'Urrobi) :
| Blason | Blasonnement : De gueules au loup de sable, armé d'or, tenant en sa gueule un agneau d'argent, les cornes d'or. Note : Les blasonnements de cette page sont tous issus de cet ouvrage qui cite également d'autres sources Commentaires : Maison noble à Sarriés, en vallée d'Urrobi. |

Famille Larramendi (Juxue) :
| Blason | Blasonnement : D'argent au chêne de sinople, et à l'ours passant de sable brochant sur le fût. Note : Les blasonnements de cette page sont tous issus de cet ouvrage qui cite également d'autres sources, |

Famille Larramendi (Saint-Jean-de-Luz) :
| Blason | Blasonnement : D'or à l'arbre de sinople, au sanglier de sable brochant sur le tronc. Note : Les blasonnements de cette page sont tous issus de cet ouvrage qui cite également d'autres sources, Commentaires : Famille originaire d'Andoain, en Guipuscoa, établie en Labourd. |

Famille Larrandi (Irun) :
| Blason | Blasonnement : D'azur au losange d'or chargé d'un mont de trois pointes de sinople, cantonné à chaque angle de l'écu d'une fleur de lys d'or ; à la bordure componée de huit pièces d'or et de gueules. Note : Les blasonnements de cette page sont tous issus de cet ouvrage qui cite également d'autres sources |

Famille Larrangoz (Vallée d'Irati) :
| Blason | Blasonnement : D'or à l'aigle de sable, un lapin au naturel entre les serres. Note : Les blasonnements de cette page sont tous issus de cet ouvrage qui cite également d'autres sources Commentaires : Maison noble à Larrangoz, à Lônguida, vallée d'Irati, au sud d'Aoiz. |

Famille Larrasoaña (Navarre) :
| Blason | Blasonnement : Écartelé, au 1 d'argent à deux vaches de gueules (Amezqueta) ; au 2 d'argent à la fasce d'azur accompagnée de trois loups de sable (Esparza) ; au 3 d'argent à cinq roses de gueules, le bouton d'argent (Rosas) ; au 4 d'argent à trois chaudrons de sable (Olleta ?). Note : Les blasonnements de cette page sont tous issus de cet ouvrage qui cite également d'autres sources Commentaires : Juan de Larra-soana, régent de la trésorerie générale de Navarre sous Charles Quint. |

Famille Larraul (Guipuscoa) :
| Blason | Blasonnement : Coupé, au 1 d'or au chaudron de sable ; au 2 de gueules à l'arbre de sinople ; parti d'argent au lion rampant au naturel. Note : Les blasonnements de cette page sont tous issus de cet ouvrage qui cite également d'autres sources. Commentaires : Maison noble à Larraul, au nord de Tolosa, dont elle prit le nom. |

Famille Larraya (Navarre) :
| Blason | Blasonnement : D'argent à la bande échiquetée d'argent et de sable, accompagnée de deux croissants échiquetés du même. Note : Les blasonnements de cette page sont tous issus de cet ouvrage qui cite également d'autres sources Commentaires : Maison noble à Larraya, dont elle prit le nom, à l'ouest de Pampelune. Reconnaissance de noblesse en 1701, 1760 et 1819. |

Famille Larrazea (Ibarrolle) :
| Blason | Blasonnement : D'argent au chêne de sinople adextré d'un ours de sable. Note : Les blasonnements de cette page sont tous issus de cet ouvrage qui cite également d'autres sources |

Famille Larrazuri (Irun) :
| Blason | Blasonnement : D'or au chêne de sinople, deux sangliers passants de sable au pied de l'arbre. Note : Les blasonnements de cette page sont tous issus de cet ouvrage qui cite également d'autres sources |

Famille Larre (Bayonne) :
| Blason | Blasonnement : D'or à un arbre arraché de sinople, accosté à dextre de la lettre capitale D et à senestre de la lettre capitale L du même, et une étoile d'azur posée au canton dextre de la pointe. Note : Les blasonnements de cette page sont tous issus de cet ouvrage qui cite également d'autres sources. Commentaires : De Larre, juge-garde-royal de la Monnaie de Bayonne. |

Famille Larre (Jean) (Bayonne) :
| Blason | Blasonnement : De sable au porc d'argent. Note : Les blasonnements de cette page sont tous issus de cet ouvrage qui cite également d'autres sources,. Commentaires : armes parlantes au jugement des députés sur le fait des armoiries : Larre, phonétiquement lard d'où la représentation peu héraldique du porc, alors que Larre, en basque, désigne une lande. Ces armes furent attribuées le 15 février 1700. |

Famille Larre (Pierre) (Bayonne) :
| Blason | Blasonnement : D'argent à la croix ancrée de sable. Note : Les blasonnements de cette page sont tous issus de cet ouvrage qui cite également d'autres sources. Commentaires : Pierre Larre, bourgeois et marchand de Bayonne reçut d'office ces armes. |

Famille Larrea (Bortziriak) :
| Blason | Blasonnement : D'or à deux crochets de sable issants du chef soutenant une trangle en fasce du même à laquelle est suspendue, par une chaîne à trois maillons, un chaudron, le tout de sable. Note : Les blasonnements de cette page sont tous issus de cet ouvrage qui cite également d'autres sources Commentaires : Maison noble à Aranaz, issue de celle de Villabona. |

Famille Larreateguy de Vignolle (Bayonne) :
| Blason | Blasonnement : De sinople au griffon d'or ; à la bordure échiquetée de deux tires d'or et de gueules. Note : Les blasonnements de cette page sont tous issus de cet ouvrage qui cite également d'autres sources. Commentaires : Famille originaire de Placencia, en Guipuscoa. Des maisons existent à Eibar, Elorrio, Bilbao et Ermua. |

Famille Larreteguy (Bayonne) :
| Blason | Blasonnement : D'azur à une fasce vairée d'or. Note : Les blasonnements de cette page sont tous issus de cet ouvrage qui cite également d'autres sources. Commentaires : Jean Larreteguy, marchand bourgeois de Bayonne, reçut d'office ces armes à l'Armoriai Général de 1696-1701. |

Famille Larrezet (Bayonne) :
| Blason | Blasonnement : Ecartelê, aux 1 et 4 d'argent à trois tourteaux de sable ; un 2 et 3 d'or à une bande d'azur et un chef cousu d'argent chargé de trois merlettes de sable. Note : Les blasonnements de cette page sont tous issus de cet ouvrage qui cite également d'autres sources. Commentaires : Charles Larrezet fit enregistrer ces armes en 1701. |

Famille Larrimpe (Vallée de Roncal) :
| Blason | Blasonnement : D'azur à une tête de roi maure de sable, couronnée d'or, ensanglantée de gueules, posée sur un pont à trois arches d'or, accompagnés en pointe d'un mont à trois coupeaux d'or sur une onde de sinople. Note : Les blasonnements de cette page sont tous issus de cet ouvrage qui cite également d'autres sources Commentaires : Maison noble à Uztárroz qui essaima à Sangüesa, |

Famille Larroder (Navarre) :
| Blason | Blasonnement : D'argent au léopard au naturel. Note : Les blasonnements de cette page sont tous issus de cet ouvrage qui cite également d'autres sources Commentaires : Famille originaire du Béarn, issue de la maison forte de Larroy, à Araux. Reçus habitants de Pampelune et déclarés nobles en 1782. |

Famille Larrondo (Arbéroue) :
| Blason | Blasonnement : D'argent à trois chevrons courbés d'azur, accompagnés au canton dextre du chef d'un trèfle de sinople. Note : Les blasonnements de cette page sont tous issus de cet ouvrage qui cite également d'autres sources Commentaires : Maison noble à Méharin, dénommée Larrondua. |

Famille Larrondo (Pays de Mixe) :
| Blason | Blasonnement : D'or au chevron d'azur accompagné de trois arbres de sinople. Note : Les blasonnements de cette page sont tous issus de cet ouvrage qui cite également d'autres sources |

Famille Larru (Sare) :
| Blason | Blasonnement : De gueules à une coquille d'or entre deux fasces d'argent. Note : Les blasonnements de cette page sont tous issus de cet ouvrage qui cite également d'autres sources. |

Famille Larzabal (Basse-Navarre) :
| Blason | Blasonnement : D'argent à deux fasces de sable. Note : Les blasonnements de cette page sont tous issus de cet ouvrage qui cite également d'autres sources Commentaires : Maison noble de l'Ostabaret qui essaima à Oyartzun, Irun, Tolosa, Lezo, Pasaia et Fontarrabie. |